# قشلاق سيدلر ساري قوئي حسين (مقاطعة بيله سوار)
قشلاق سیدلر ساري قوئي حسین (بالفارسية: قشلاق سیدلر ساری قویی حسین) هي منطقة سكنية تقع في إيران في أردبيل.